# Arrondissement Brioude
Arrondissement Brioude (fr. Arrondissement de Brioude) je správní územní jednotka ležící v departementu Haute-Loire a regionu Auvergne ve Francii. Člení se dále na 10 kantonů a 113 obcí.

## Kantony
- Auzon
- Blesle
- Brioude-Nord
- Brioude-Sud
- La Chaise-Dieu
- Langeac
- Lavoûte-Chilhac
- Paulhaguet
- Pinols
- Saugues